# Sex and Love
Sex and Love è il decimo album in studio del cantante spagnolo Enrique Iglesias, pubblicato il 18 marzo 2014 dalla Republic Records.
Hanno collaborato alla produzione dell'album artisti come Jennifer Lopez, Kylie Minogue, Pitbull, Flo Rida, Romeo Santos, Marco Antonio Solís, Yandel, Gente de Zona e India Martínez. Nel video musicale della canzone "Heart Attack" si nota la partecipazione dell'attrice Camilla Belle.

## Il disco

### Antefatti
In un'intervista Enrique ha spiegato il motivo per cui aveva deciso di intitolare il suo nuovo album in questo modo, dicendo: "Questi sono stati i primi temi che mi sono venuti in mente dopo che ho ascoltato tutto il materiale che avevo creato per fare questo disco, e penso che sono queste le cose che interessano tutti gli esseri umani, qualunque sia la religione, la personalità o il colore della pelle".
Nel descrivere il suo album Enrique lo ha definito molto divertente nella maggior parte delle sue tracce, mentre per altri ha definito i contenuti a tema nostalgico e introspettivo, aggiungendo poi che ha deciso di affrontare questi argomenti, "...per il semplice fatto che, quando accendi la radio, circa il 90% della musica parla di amore e sesso...".

### Pubblicazione
L'album è stato reso disponibile con il pre-ordine a partire dal 15 febbraio 2015 per il download digitale in due versioni: quella standard contiene 11 brani inediti, e quella deluxe con aggiunte 5 tracce bonus, reperibili sia in rete sia nei grandi negozi di dischi; in Canada, Stati Uniti e Messico è stato messo in commercio su iTunes il 4 marzo 2014. Il 5 marzo 2014 invece è stato pubblicato in tutto il mondo.

## Tracce
1. I'm a Freak (feat. Pitbull)
2. There Goes My Baby (feat. Flo Rida)
3. Bailando (feat. Descemer Bueno e Gente de Zona)
4. Beautiful (feat. Kylie Minogue)
5. Heart Attack
6. Let Me Be Your Lover (feat. Pitbull)
7. You and I
8. Still Your King (feat. Niles Dhar of The Cataracs)
9. Only a Woman
10. Physical (feat. Jennifer Lopez)
11. Turn the Night Up
12. Loco (feat. India Martìnez)
13. Finally Found You (feat. Sammy Adams)
14. I Like How It Feels (feat. Pitbull)
15. El Perdedor (feat. Marco Antonio Solis)